# Bönnern
Bönnern är en sjö i Finspångs kommun i Östergötland och ingår i Motala ströms huvudavrinningsområde. Sjön är 9,5 meter djup, har en yta på 1,49 kvadratkilometer och är belägen 37,6 meter över havet. Sjön avvattnas av vattendraget Hällestadsån (Storån).

## Delavrinningsområde
Bönnern ingår i det delavrinningsområde (650987-149754) som SMHI kallar för Utloppet av Bönnern. Medelhöjden är 64 meter över havet och ytan är 27,29 kvadratkilometer. Räknas de 62 avrinningsområdena uppströms in blir den ackumulerade arean 1 221,78 kvadratkilometer. Hällestadsån (Storån) som avvattnar avrinningsområdet har biflödesordning 2, vilket innebär att vattnet flödar genom totalt 2 vattendrag innan det når havet efter 39 kilometer. Avrinningsområdet består mestadels av skog (58 procent), öppen mark (12 procent) och jordbruk (16 procent). Avrinningsområdet har 2,59 kvadratkilometer vattenytor vilket ger det en sjöprocent på 9,5 procent. Bebyggelsen i området täcker en yta av 0,49 kvadratkilometer eller 2 procent av avrinningsområdet.